# THANKS (ポケットビスケッツのアルバム)
『THANKS』（サンクス）は、2000年3月24日にリリースされたポケットビスケッツのベスト・アルバム。

## 解説
- 千秋のソロデビューが決定し、それに向けての活動の中でポケビの卒業アルバムとして制作された最後のベストアルバム。ブックレットは卒業アルバム風になっており、花嫁や花婿姿といった様々な写真を見ることができる。なお、シングル曲は全て収録されている[1]。
- 出荷枚数は33万枚、推定売上枚数は19万3990枚（オリコン調べ）。

## 収録曲
1. Overture-Millennium-
作曲:松任谷由実 編曲:和田薫
原曲はYuming+Pocket Biscuits名義で発売された、松任谷由実とのコラボ・シングル。インストゥルメンタル。
2. Rapturous Blue
作詞:CHIAKI&ポケットビスケッツ 作曲・編曲:パッパラー河合
1stシングル
シングルバージョンはアルバム初収録。
3. YELLOW YELLOW HAPPY
作詞:CHIAKI&ポケットビスケッツ 作曲・編曲:パッパラー河合
2ndシングル
シングルバージョンはアルバム初収録。ミリオンセラーを達成した、自身最大のヒット曲。
4. Red Angel
作詞:CHIAKI&ポケットビスケッツ 作曲・編曲:パッパラー河合
3rdシングル
前作に続き、ミリオンセラーを達成。
5. GREEN MAN
作詞:UDO&ポケットビスケッツ 作曲:TERU&パッパラー河合 編曲:パッパラー河合
4thシングル
UDOのボーカル曲で、TERUが作曲に関わっている。
6. POWER
作詞:CHIAKI&ポケットビスケッツ 作曲・編曲:パッパラー河合
5thシングル
アルバム初収録。『ウリナリ!!』から誕生したユニットで唯一、オリコン1位を獲得した曲。
7. Interlude-青の住人-
作詞・作曲:TERU 編曲:鍵山稔
原曲は下記の青の住人
インストゥルメンタル。
8. 青の住人
作詞・作曲:TERU 編曲:パッパラー河合
TERUのソロ・シングル
ソロ活動の楽曲で唯一、パッパラー河合が関わっている。
9. マーガレット
作詞:CHIAKI 作曲:大野宏明 編曲:ウエストサイダーズ
CHIAKIのソロ・シングル
Chiaki & Fruits Flowers名義。
10. まごころ-THANKS Version-
作曲・編曲:和田薫
原曲はUDOのソロ・シングル
インストゥルメンタル。
11. My Diamond
作詞:CHIAKI&ポケットビスケッツ 作曲・編曲:パッパラー河合
6thシングル（両A面）の一曲
アルバム初収録。
12. Days
作詞:CHIAKI&ポケットビスケッツ 作曲・編曲:パッパラー河合
6thシングル（両A面）の一曲
アルバム初収録。
冒頭にメンバーアカペラによるサビがあるがそれ以外はシングルとミックスやアレンジの違いはない。
13. ポケビのうた
作詞:TERU&UDO 作曲・編曲:松任谷正隆 Produced by 松任谷正隆
このアルバムで唯一の新録
テルとウドが千秋のために作った曲であり、千秋には内緒でアルバムに収録した。
ポケビ伝説のLIVEで千秋に贈る歌として初披露した曲である。
のちに発売された廉価版ベストアルバム『スーパー・ベスト』、デビュー20年記念アルバム『THANKS 20th Edition 〜Pocket Biscuits Single Collection+』にも収録された。